# Kátia Marques Faria
Kátia Marques Faria, modelo do Rio Grande do Sul, é a quarta representante desse estado a ganhar a coroa de Miss Brasil Internacional. Ela obteve o título em 1986 em São Vicente.Ainda nesse ano, competiu no Miss Internacional, ocorrido em Nagasáqui, Japão, mas não foi classificada entre as finalistas.